# Sao Tomé en Principe op de Olympische Zomerspelen 2016
Sao Tomé en Principe nam deel aan de Olympische Zomerspelen 2016 in Rio de Janeiro, Brazilië. De selectie bestond uit drie atleten, uitkomend in de atletiek en het kanovaren. Kanovaarder Buly Triste droeg de vlag van Sao Tomé en Principe tijdens de openingsceremonie. Een vrijwilliger deed dat bij de sluitingsceremonie.

## Deelnemers en resultaten
(m) = mannen, (v) = vrouwen 

### Atletiek
| Olympiër              | Discipline | Resultaat | Prestatie                  |
| --------------------- | ---------- | --------- | -------------------------- |
| Romário Leitão        | 5000m (m)  | 50e       | serie 2: 25ste in 15.53,35 |
|                       |            |           |                            |
| Celma Bonfim da Graça | 1500m (v)  | 38e       | serie 1: 14de in 4.38,86   |

### Kanovaren
| Olympiër    | Discipline     | Resultaat | Prestatie                                                |
| ----------- | -------------- | --------- | -------------------------------------------------------- |
| Buly Triste | C-1 1000 m (m) | 19e       | serie 2: 6de in 4.54,516 halve finale 2: 7de in 4.46,396 |